# Велики детлић
Велики детлић (лат. Dendrocopos major) врста је птице из породице детлића. Име рода Dendrocopos је комбинација две старогрчке речи, dendron која означава дрво и kopos што значи упадљив. Реч major потиче из латинског језика и значи велик, крупан.

## Опис
Дужина тела од врха репа до врха кљуна је од 20 до 26 центиметара, а распон крила је између 38 и 44 центиметара. Маса птице је од 66 до 98 грама.
Најчешћи је од свих црно-белих европских детлића. Од сеоског детлића се разликује по јаркоцрвеном подрепку који јасно одудара од белог стомака и по одсуству уздужних црних пруга на боковима. Ипак, најсигурнија разлика између ове две врсте је црна вратна пруга која је код великог детлића спојена са теменом, док код сеоског није. Забележена је појава хибридизацје са сеоским детлићем, па треба бити опрезан приликом идентификације. На раменима има две велике, беле, овалне шаре по којима се издваја од планинског детлића. Полни диморфизам је присутан. Одрасли мужјак има црвени квадратић на потиљку који женка нема, док је теме код оба пола црно. Младе јединке имају скроз црвено теме, па се могу помешати са средњим детлићем, али се од њега разликују по црној обрви и црним „брковима” који долазе скроз до основе кљуна. Лети праволинијски, са наизменичним скупљањем и ширењем крила.

## Распрострањеност и станиште
Широко распрострањена врста птице чији ареал обухвата скоро целу Европу, шуме око Кавказа, Сибир, па све до Камчатке, Јапана и источног дела Кине. Гнезди се у свим типовима шумских станишта, од листопадних преко мешовитих, па све до четинарских шума. Посебно је чест у шумама смрче и бора. Насељава и веће паркове, шикаре, плантаже маслина, топола и храста плутњака у Северној Африци. Гнездеће дупље су налажене у јови и рододендрону у северном Мјанмару.

### Подврсте
На свету постоји 14 подврста великог детлића и свака има другачије распрострањење:
- D. m. major  - Насељава Скандинавију, западни Сибир до Урала, Пољску и северну Украјину.
- D. m. brevirostris  - Насељава подручје од западног Сибира до Охотског мора на истоку, преко Тјен Шана и Монголије, па све до реке Амур и североисточне Кине на југу.
- D. m. kamtschaticus  - Насељава Камчатку и северну обалу Охотског мора.
- D. m. pinetorum  - Насељава Ирску, Велику Британију, Француску, централну Европу до Волге на истоку и Италије на југу, Балканско полуострво, Турску, јужну Украјину и Кавказ.
- D. m. hispanus  - Насељава Пиринејско полуострво.
- D. m. harterti  - Насељава Сардинију и Корзику.
- D. m. canariensis  - Насељава острво Тенерифе и западна острва Канарског архипелага.
- D. m. thanneri  - Насељава острво Гран Канарија и источна острва Канарског архипелага.
- D. m. mauritanus  - Насељава Мароко.
- D. m. numidus  - Насељава север Алжира и Тунис.
- D. m. poelzami  - Насељава подручје око Каспијског језера.
- D. m. japonicus  - Насељава југоисточни Сибир, североисточну Кину, Сахалин, Курилска острва, острва Хокаидо и Хоншу у Јапану, па све до Северне Кореје на југу.
- D. m. stresemanni  - Насељава подручје централне Кине, на југу до југоисточног Тибета, северне Индије, северног Мјанмара и области Јунан у Кини.
- D. m. cabanisi  - Насељава јужни Хејлунгђанг, исток Мјанмара, север Лаоса и Вијетнама и острво Хајнан.[4]

Према резултатима анализа митохондријалне ДНК, неке од подврста као што су D. m. poelzami, D. m. japonicus и D. m. cabanisi испуњавају услове да буду признате као посебне врсте. Упркос својој другачијој појави изгледа да је подврста D. m. canariensis блиско сродна номиналној подврсти D. m. major.

## Биологија
Исхрана обично зависи од годишњег доба или типа станишта. Претежно се храни бескичмењацима и њиховим ларвама, рачићима, шкољкама, али и лешницима, орасима, жировима, пупољцима, смолом дрвећа, воћем. Током зиме из шишарки четинара вади семење које једе. Није редак случај ни да пљачка гнезда, хранећи се јајима или младунцима других птица. Станарица је, али северне популације повремено мигрирају. Територије заузимају у рано пролеће, а обележавају је тзв. „добошањем”, брзим куцањем у суву грану која осцилира и ствара звук. Моногамни су и оба пола сваке године дубе нову гнездећу дупљу у живом или мртвом стаблу. Отвор дупље има пречник 5-6 центиметара, а на јајима леже у периоду од средине априла до јуна. У леглу полаже од 4 до 8 јаја, најчешће 5 до 7. У рупама у стаблима као што су стара гнезда детлића се може уселити велики број врста птица као што су: сенице, мухарице, бргљез, обична црвенрепка и многе друге. Орнитолози процењују да европска популација броји између 12 900 000 и 19 300 000 гнездећих парова, а тренд популације је у порасту.

## Угроженост
Фрагментација станишта као што је сеча шума може угрозити локалне популације. Због експлоатације борових шума на Канарским острвима, подврсте Dendrocopos major canariensis и Dendrocopos major thanneri су најрањивије. Оштре зиме такође могу узроковати смртност јединки ове врсте.

## Велики детлић у Србији
У прошлости честа и вероватно најбројнија врста детлића. У савременом периоду је гнездарица у свим регионима и равномерно је распрострањен у свим деловима Србије. Насељава све типове природних и сађених шумских састојина, мозаичне пределе и насеља у свим висинским зонама, од низије до горње шумске границе. Углавном одсуствује као гнездарица из обешумљених делова Војводине, док је чест и бројан на сеоби и током зиме. Најбројнији је у листопадним шумама. Процењује се да се у Србији гнезди између 140 000 и 210 000 гнездећих парова, а бројност популације је оцењена као стабилна. На територији Специјалног резервата природе „Засавица" је забележено 382 територије ове врсте.